# 韦尔泰什博格拉尔
韦尔泰什博格拉尔，是匈牙利费耶尔州所辖的一个村。总面积23.21平方公里，总人口891，人口密度38.4人/平方公里（2011年1月1日）。